# Гетско плато
Гетското плато (на румънски: Podişul Getic) се намира южно от Южните Карпати във Влахия.
Простира се от Гетските Подкарпати до Влашката низина на юг, като на изток е ограничено от долината на река Дъмбовица, а на запад от платото Мехединци и долината на река Дунав.
Гетското плато е предпланинска земя с наклон от север на юг към равнинната област. Надморската му височина варира от над 700 метра до под 200 метра. В релефа му се разграничават два сектора: хълмист с надморска височина 500-650 m и хълмисто-равнинен с надморска височина 200-300 m. Платото е основен производител на царевица в Румъния.
В гетското плато се намират най-богатите залежи на лигнитни въглища в Румъния, които се експлоатират в басейна Мотру - Ровинари. В Питещ има нефтени и газови залежи с рафинерия. По реките Арджеш, Олт и Жиу са изградени водноелектрически централи, а от речните корита се извлича чакъл и пясък.
Подплата:
- Плато Кандещи — между реките Дъмбовица и Арджеш
- Плато Арджеш — силно фрагментирано от притоците на Арджеш
- Плато Котмяна — между реките Дъмбовица и Олт
- Плато Олт — между реките Олт и Жиу
- Плато Стрехая — между реките Жиу и Дунав
- Плато Жиу — между реките Мотру и Джилорт, разсичано от река Жиу

Гетското плато се поделя и на олтенски и мунтенски дял. 